# 779 (číslo)
Sedm set sedmdesát devět je přirozené číslo. Následuje po čísle sedm set sedmdesát osm a předchází číslu sedm set osmdesát. Římskými číslicemi se zapisuje DCCLXXIX a řeckými číslicemi ψοθ.

## Matematika
779 je:
- Deficientní číslo
- Poloprvočíslo
- Nešťastné číslo

## Astronomie
- (779) Nina je planetka hlavního pásu, kterou objevil v roce 1914 Grigory Neujmin

## Roky
- 779
- 779 př. n. l.